# 이준규 (시인)
이준규 (1970~ )는 대한민국의 시인이다. 1970년 경기도 수원에서 태어났다. 2000년 문학과 사회 '자폐' 로 등단 하였다.

## 약력
2000년 《문학과사회》 여름호에 〈자폐〉 외 3편을 발표하며 작품 활동을 시작했다. 2011년 동료들이 뽑은 '올해의 젊은 시인'에 선정되어 솔뫼창작지원금을 수여받았으며, 제12회 「박인환문학상」을 수상했다.

## 수상
- 2011년 제12회 「박인환문학상」

## 저서

### 시집
- 2006 <흑백> - 문학과지성사

- 2010 <토마토가 익어가는 계절> - 문학과지성사
- 2011 <삼척> - 문예중앙
- 2014 <네모> - 문학과지성사
- 2014 <반복[깨진 링크(과거 내용 찾기)]> - 문학동네
- 2014 <당신 / 이준규(시), 허남준(사진)>[1] - 기린과숲
- 2015 <7> - 울리포프레스

## 관련 정보
네이버 (캐스트)-세월
GQ KOREA - 시인 인터뷰